# Castor McCord
Castor 'Cass' McCord (Birmingham (Alabama), 17 mei 1907 – Manhattan (New York), 14 februari 1963) was een Amerikaanse jazzsaxofonist en -klarinettist.

## Biografie
Castor McCord was de tweelingbroer van saxofonist Ted McCord. McCord begon zijn carrière in 1924 bij de Blue Grass Buddies van Edgar Hayes. Tijdens zijn studie aan de Wilberforce University speelde hij in een studentenband onder leiding van Horace Henderson. Later tijdens de jaren 1920 verhuisde hij van Ohio naar Atlantic City en uiteindelijk naar New York, waar hij eind jaren 1920 speelde in de Mills Blue Rhythm Band en bij Louis Armstrong en later ook met Eubie Blake en Charlie Matson. 
Halverwege de jaren 1930 ging McCord een jaar naar Frankrijk en in 1936 met Leon Abbey op een tournee door India. In Amsterdam leidde hij in 1937 een trio. Nadien werkte hij met Walter Rains in Rotterdam. Aan het einde van het decennium keerde hij terug naar New York en werkte opnieuw met Leon Abbey, voordat hij zich voegde bij de bands van Benny Carter, Eddie Mallory (opgenomen met Ethel Waters) en Claude Hopkins. McCord verliet de muziekbusiness in 1940 en opende een kapperszaak in Manhattan, die hij tot zijn dood in 1963 runde.

## Overlijden
Castor McCord overleed in februari 1963 op 55-jarige leeftijd.
- Bibliothèque nationale de France: cb13943883d (data)
- Gemeinsame Normdatei: 1121702368
- International Standard Name Identifier: 0000 0000 0333 2060
- MusicBrainz: 316e5184-7b63-4564-8eb4-76462f0af6ae
- SNAC: w6p98w1c
- Système universitaire de documentation: 086232436
- Virtual International Authority File: 37106956
- WorldCat: E39PBJwtjDJvWHJ44Vb4hqtFrq